# Condado de Lauderdale (Tennessee)
El condado de Lauderdale (en inglés: Lauderdale County, Tennessee), fundado en 1818, es uno de los 97 condados del estado estadounidense de Tennessee. En el año 2000 tenía una población de 27.101 habitantes con una densidad poblacional de 31 personas por km². La sede del condado es Ripley.

## Geografía
Según la Oficina del Censo, el condado tiene un área total de 1313 km² (506,9 mi²), de la cual 1218 km² (470,3 mi²) es tierra y 28 km² (10,8 mi²) es agua.

### Condados adyacentes
- Condado de Dyer norte
- Condado de Crockett este
- Condado de Haywood sureste
- Condado de Tipton sur
- Condado de Misisipi oeste

## Demografía
En el 2000 la renta per cápita promedia del condado era de $29,751, y el ingreso promedio para una familia era de $36,841. El ingreso per cápita para el condado era de $13,682. En 2000 los hombres tenían un ingreso per cápita de $28,325 contra $21,238 para las mujeres. Alrededor del 19.20% de la población estaba bajo el umbral de pobreza nacional.

## Lugares

### Ciudades y pueblos
- Gates
- Halls
- Henning
- Ripley

### Comunidades no incorporadas
- Durhamville
- Fulton
- Golddust
- Orysa